# Monte Rainier
El monte Rainier (del inglés: Mount Rainier), pronunciado localmente /ɹɛɪ'nɪɚ/. En lushootseed:Tahoma) es un estratovolcán localizado en el condado de Pierce, 87 km al sureste de la ciudad de Seattle, Washington, en los Estados Unidos. Es la montaña con mayor prominencia de los Estados Unidos continentales y del cinturón volcánico Cascada y es el pico más alto en la cordillera de las Cascadas, con una altura de 4400 metros sobre el nivel del mar. El monte es considerado uno de los volcanes más peligrosos del mundo y está en la lista de los Volcanes de la Década. Debido a su gran cantidad de hielo glaciar, el monte puede llegar a producir lahares masivos que pondrían en peligro todo el valle del río Puyallup.

## Geografía

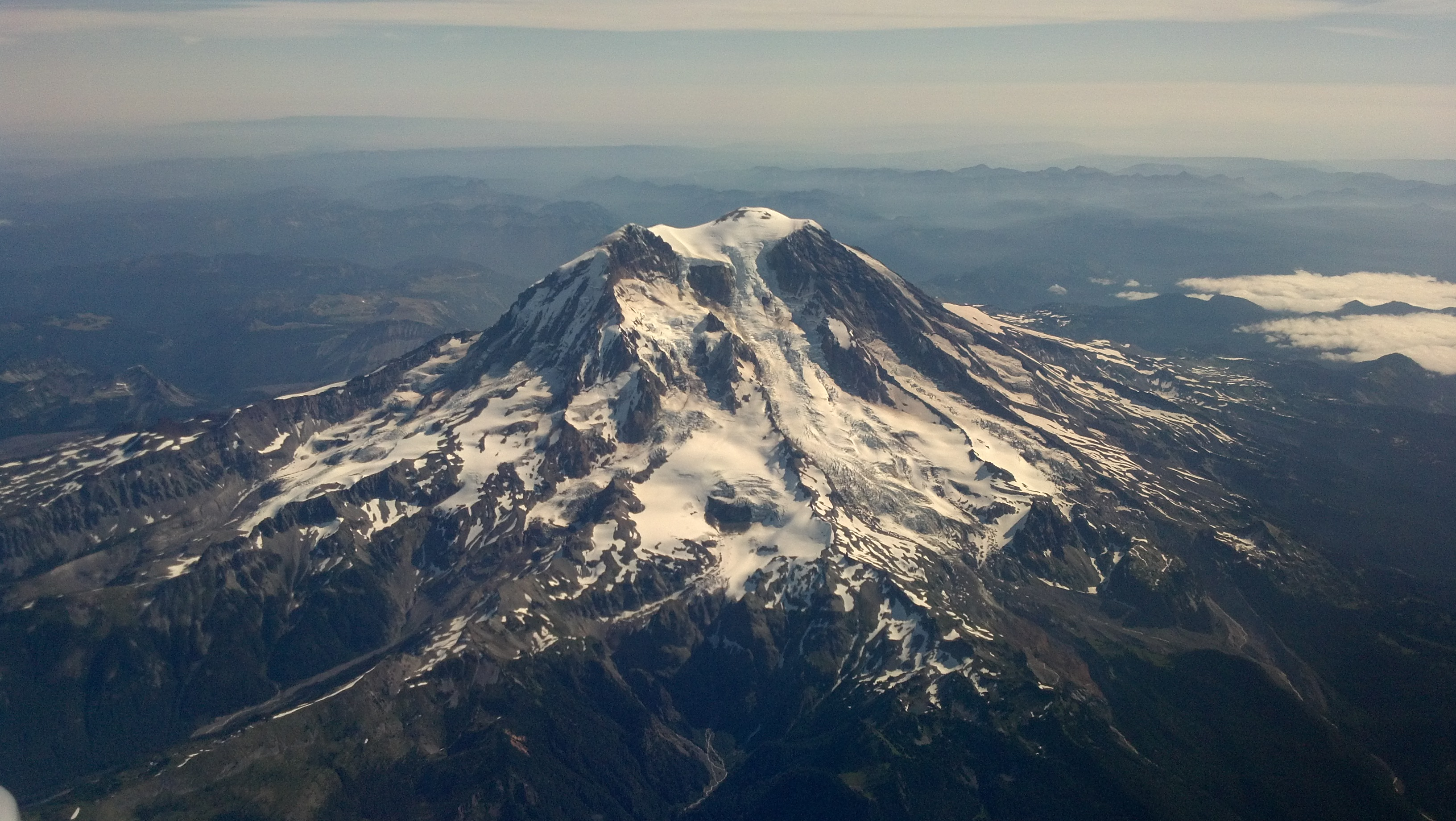
Foto aérea del monte Rainier tomada el 14 de septiembre de 2011.

El monte Rainier es la montaña más alta del estado de Washington y la cordillera de las Cascadas. Posee una prominencia de 4027 metros, más alta que la del K2. En días claros, domina el horizonte sureste del Área metropolitana de Seattle–Tacoma–Bellevue, hasta tal punto que los locales se refieren a ella simplemente como «La Montaña». En días de claridad excepcional, se puede observar desde lugares como Portland, Badger Mountain y Victoria.
Con 26 glaciares mayores y 93 km² de campos de nieve y glaciares permanentes, el monte Rainier es el pico con más glaciares de los 48 estados más al sur. La cumbre está coronada por dos cráteres volcánicos, cada uno de más 300 m de diámetro, estando el cráter más grande al este superpuesto por el cráter oeste. El calor geotérmico del volcán mantiene las áreas de ambos bordes de los cráteres libres de nieve y hielo, y se ha formado la red volcánica de cuevas glaciares más grande del mundo dentro de los cráteres llenos de hielo, con cerca de 3,2 km de pasajes. Un pequeño lago de cráter, de unos 40 m de longitud, 9,1 m de anchura y 5 m de profundidad ocupa la parte más baja del cráter al oeste por debajo de más de 30 m de hielo y solo es accesible a través de las cuevas. Es el más alto en América del Norte, con una elevación superficial de 4329 m.
Los ríos Carbon, Puyallup, Nisqually y Cowlitz nacen en glaciares epónimos del monte Rainier. Las fuentes del río White son los glaciares de Winthrop, Emmons, y Fryingpan. Los ríos White, Carbon, y Mowich se unen al Puyallup y desembocan en el estrecho de Puget, lugar donde desemboca también el Nisqually. El Cowlitz se une al río Columbia entre Kelso y Lognview.

### Picos subsidiarios

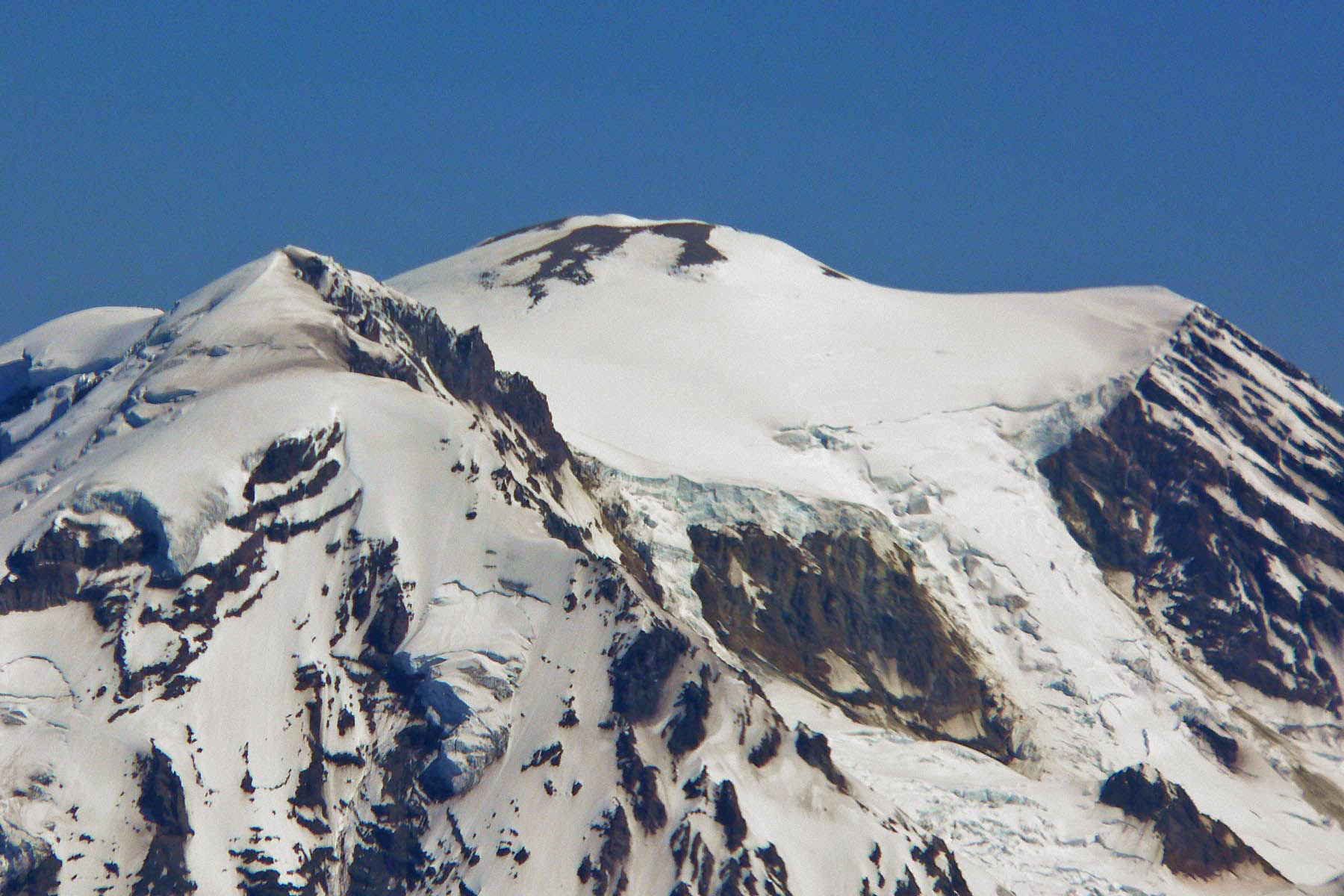
Las cumbres nombradas son Liberty Cap (izquierda), Columbia Crest (centro) y Point Success (derecha).

La parte superior del monte Rainier contiene las tres cumbres nombradas. La mayor se llama Columbia Crest. La segunda cumbre más alta es Point Success, con 4.315 m, ubicada en el extremo sur de la meseta de la cumbre, en la cima de la loma conocida como Success Cleaver. Al poseer una prominencia de 42 m, no es considerada un pico separado. La más baja de las tres cumbres es Liberty Cap, con 4.301 m, ubicada en el extremo noroeste, con vistas a Liberty Ridge, el Sunset Amphitheater, y la Willis Wall. Liberty Cap posee una prominencia de 150 m, pudiéndose así calificar como un pico separado bajo la mayoría de las reglas de prominencia estrictas. Un límite de prominencia de 122 m comúnmente se usa en el estado de Washington.
En el flanco oriental del monte Rainier se eucuentra un pico conocido como Little Tahoma Peak, que posee una altura de 3395 m, el cual es un remanente erosionado del antiguo monte Rainier, el cual era mucho más alto. Posee una prominencia de 262 m, y casi nunca se escala en relación directa con Columbia Crest, por lo que generalmente es considerado un pico aparte. Si se considerase independiente del monte Rainier, Little Tahoma Peak sería el tercer pico más alto del estado de Washington.

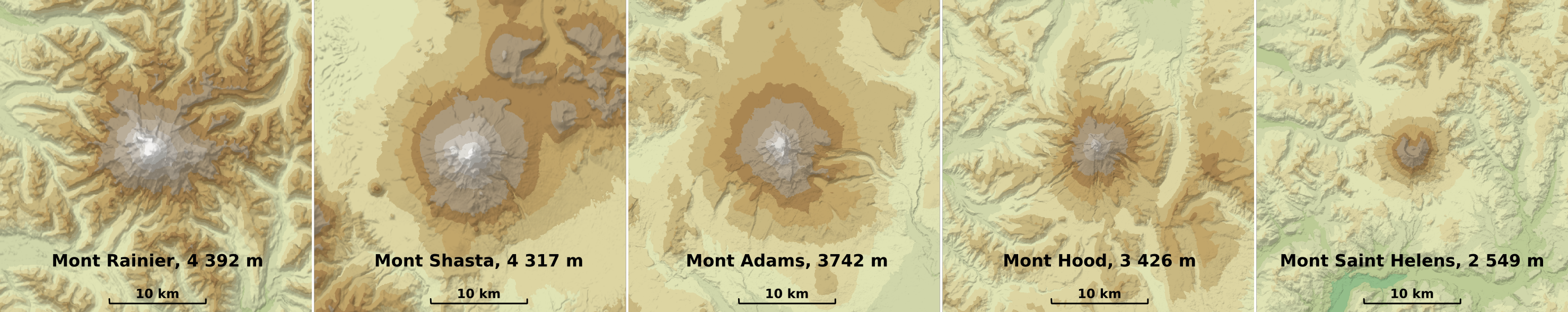
Comparación a misma escala con otros volcanes de la Cordillera de las Cascadas.

### Clima
Debido a su altitud de 2000 m por encima de los picos de las montañas ubicada en la cordillera de las Cascadas, el monte Rainier constituye un verdadero obstáculo para las masas de aire húmedo procedentes del océano Pacífico, ubicado 160 km al oeste. La acumulación de nubes provoca fuertes precipitaciones, principalmente en las pendientes sur y oeste, que se pueden producir en abundancia en forma de nieve. Si bien en promedio caen casi cinco metros de nieve al año, una vez cayeron 28,5 metros en el invierno de 1971-1972, en la estación de observación Paradise Ranger situada a 1.647 m de altitud. Este récord fue superado en el invierno de 1998-1999 por otro volcán en la cordillera de las Cascadas, el monte Baker.
| Parámetros climáticos promedio de el Monte Rainier | Parámetros climáticos promedio de el Monte Rainier | Parámetros climáticos promedio de el Monte Rainier | Parámetros climáticos promedio de el Monte Rainier | Parámetros climáticos promedio de el Monte Rainier | Parámetros climáticos promedio de el Monte Rainier | Parámetros climáticos promedio de el Monte Rainier | Parámetros climáticos promedio de el Monte Rainier | Parámetros climáticos promedio de el Monte Rainier | Parámetros climáticos promedio de el Monte Rainier | Parámetros climáticos promedio de el Monte Rainier | Parámetros climáticos promedio de el Monte Rainier | Parámetros climáticos promedio de el Monte Rainier | Parámetros climáticos promedio de el Monte Rainier |
| Mes                                                | Ene.                                               | Feb.                                               | Mar.                                               | Abr.                                               | May.                                               | Jun.                                               | Jul.                                               | Ago.                                               | Sep.                                               | Oct.                                               | Nov.                                               | Dic.                                               | Anual                                              |
| -------------------------------------------------- | -------------------------------------------------- | -------------------------------------------------- | -------------------------------------------------- | -------------------------------------------------- | -------------------------------------------------- | -------------------------------------------------- | -------------------------------------------------- | -------------------------------------------------- | -------------------------------------------------- | -------------------------------------------------- | -------------------------------------------------- | -------------------------------------------------- | -------------------------------------------------- |
| Temp. máx. abs. (°C)                               | 6                                                  | 9                                                  | 14                                                 | 18                                                 | 22                                                 | 27                                                 | 30                                                 | 28                                                 | 25                                                 | 20                                                 | 14                                                 | 8                                                  | 30                                                 |
| Temp. máx. media (°C)                              | -14                                                | -13                                                | -12                                                | -8                                                 | -6                                                 | -3                                                 | 1                                                  | 0                                                  | -2                                                 | -7                                                 | -10                                                | -13                                                | -7.2                                               |
| Temp. media (°C)                                   | -16.5                                              | -16                                                | -15.5                                              | -12.5                                              | -10                                                | -7.5                                               | -4                                                 | -5                                                 | -6.5                                               | -10.5                                              | -13.5                                              | -15.5                                              | -11.1                                              |
| Temp. mín. media (°C)                              | -19                                                | -19                                                | -19                                                | -17                                                | -14                                                | -12                                                | -9                                                 | -10                                                | -11                                                | -14                                                | -17                                                | -18                                                | -15                                                |
| Temp. mín. abs. (°C)                               | -39                                                | -36                                                | -34                                                | -29                                                | -26                                                | -23                                                | -20                                                | -25                                                | -30                                                | -33                                                | -36                                                | -38                                                | -39                                                |
| Fuente:                                            |                                                    |                                                    |                                                    |                                                    |                                                    |                                                    |                                                    |                                                    |                                                    |                                                    |                                                    |                                                    |                                                    |

## Geología
El monte Rainier es un estratovolcán situado en la Cordillera de las Cascadas. Sus primeros depósitos de lava datan de más de 840.000 años atrás y forman parte de la Lily Formation (la cual data alrededor de 2,9 millones a 840 000 años atrás). Los primeros depósitos formaron una especie de "proto-Rainier", o un pico ancestral previo al de hoy en día. El pico actual data de más de 500.000 años atrás.
El volcán está altamente erosionado, con glaciares en sus laderas, y parece estar compuesto principalmente de andesita. Rainier probablemente tuvo una altura mayor de 16.000 pies (4.900 m) que en la actualidad, antes de que una gran avalancha de escombros ocurriera hace aproximadamente 5.000 años.

Mapa de riesgo

En el pasado, Rainier ha tenido grandes avalanchas de escombros y también ha producido lahares, debido a la gran cantidad de hielo presente en los glaciares. Sus lahares incluso han llegado hasta el Estrecho de Puget, situado a una distancia de más de 48 km. Hace unos 5.000 años, una gran parte del volcán se deslizó y produjo una avalancha de escombros que ayudó a producir el enorme flujo de lodo de Osceola, el cual llegó a lugares donde se encuentran las actuales ciudades de Tacoma y el sur de Seattle. Esta avalancha masiva de roca y hielo quitó 500 m de la parte superior de Rainier, reduciendo su altura hasta alrededor de 4.400 m. Hace unos 530-550 años, se produjo el flujo de lodo de Electrón, aunque este no fue de gran escala comparado con el flujo de lodo de Osceola.
Después del deslizamiento ocurrido aproximadamente 5.000 años atrás, las erupciones posteriores de lava y tefra han construido el cono de la cumbre moderna, desde los últimos  1.000 años. Se han encontrado hasta 11 capas de tefra producidas en el Holoceno.

### Actividad y amenaza actual

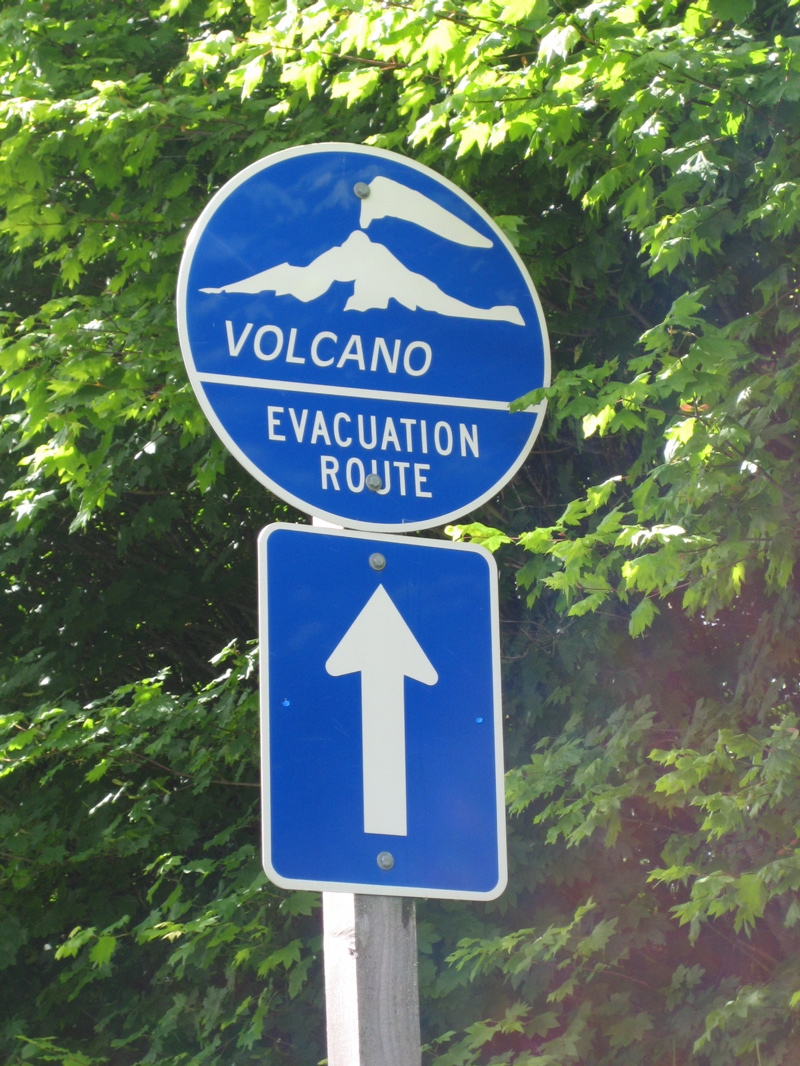
Una de las varias señales que indican rutas de evacuación de emergencia en caso de erupción volcánica o lahar alrededor del monte Rainier.

Las erupciones volcánicas más recientes datan de 1820 y 1854, pero testigos presenciales aseguran haber observado actividad volcánica en 1858, 1870, 1879, 1882 y 1894.
Aunque el monte Rainier es un volcán activo, a fecha de 2010 no hay evidencia de una erupción inminente. Sin embargo, una erupción sería devastadora para zonas aledañas al volcán. El Rainier está en la lista de los Volcanes de la Década, una lista de 16 volcanes que, en caso de que reanudaran su actividad volcánica, causarían grandes pérdidas humanas y materiales. Si Rainier hiciera erupción de la misma manera que el monte Santa Helena, sucedido el 18 de mayo de 1980, el efecto sería acumulativamente mayor, debido a que Rainier posee más hielo atrapado en comparación con Santa Helena y debido a que las áreas aledañas a Rainier está mucho más densamente pobladas. Los lahares representan el mayor peligro hacia la vida y lo material, ya que varias comunidades están situadas sobre depósitos viejos de lahar. Según el USGS, aproximadamente 150.000 personas viven en depósitos antiguos de lahar procedentes del volcán. No solo hay mucho hielo sobre el volcán, sino que además el volcán también está siendo lentamente debilitado por la actividad hidrotermal. Según Geoff Clayton, un geólogo con una empresa de Geología del Estado de Washington, una repetición de la avalancha de lodo Osceola destruiría Enumclaw, Orting, Kent, Auburn, Puyallup, Sumner y la totalidad de Renton. Un flujo de lodo como ese llegaría a partes del estuario de Duwamish, destruiría partes de Seattle y causaría tsunamis en el Estrecho de Puget y el Lago Washington. Otro volcán perteneciente a la cordillera de las Cascadas que presenta riesgos similares es el monte Meager situado al suroeste de la Columbia Británica, que ha producido varios deslizamientos de tierra en los últimos 8.000 años, así como una erupción 2.350 años atrás, similar en tamaño a la del Monte Santa Helena en 1980. Rainier es también capaz de producir lava y flujo piroclástico.
Según K. Scott, científico del USGS:

"Una casa construida en cualquiera de las áreas de inundación probabilísticamente definidas en los mapas nuevos es más probable que sea dañada o destruida por un lahar que por el fuego... Por ejemplo, una casa construida en un área que sería inundada cada 100 años, en promedio, es 27 veces más susceptible de ser dañada o destruida por un flujo que por el fuego. Las personas saben el peligro de un incendio, por lo que compran un seguro de incendios y tienen detectores de humo, pero la mayoría de las personas no son conscientes de los riesgos de lahares, y pocos tienen seguros aplicables para desastres."

El riesgo volcánico está un tanto atenuado por las sirenas de alarma de lahares y señales de rutas de escape ubicadas en el condado de Pierce. El condado de King está también en el área de lahar, pero actualmente no tiene restricciones de zonificación debido a los peligros volcánicos. Desde 2001, la financiación del gobierno federal para la protección de lahar en la zona ha cesado, lo que ha llevado a las autoridades locales en las ciudades en situación de riesgo, como Orting, a temer una catástrofe similar a la tragedia de Armero.

### Antecedentes sísmicos

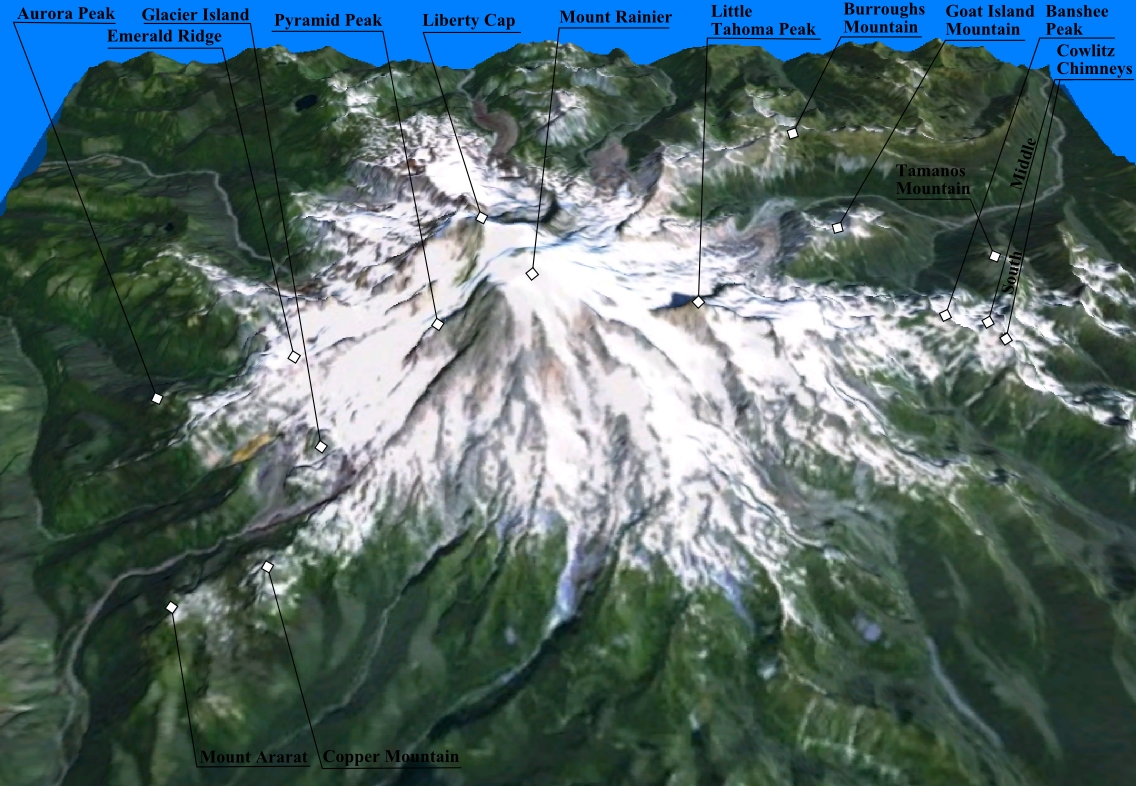
El monte Rainier en 3D

Por lo general, un máximo de cinco terremotos se registran mensualmente cerca de la cumbre. Enjambres de cinco a diez terremotos superficiales de más de dos o tres días tienen lugar de vez en cuando, sobre todo en la región localizada 4 km por debajo de la cima, cerca del nivel del mar, y se cree que son causados por la circulación de fluidos calientes debajo del volcán. Presumiblemente, aguas termales y respiraderos de vapor dentro del Parque nacional Mount Rainier se generan por dichos fluidos. Los movimientos sísmicos son características comunes en los volcanes y rara vez se asocian con actividad eruptiva. Rainier ha tenido varios series de estos. Hubo series con una duración de varios días en 2002, 2004 y 2007, dos de los cuales (2002 y 2004) incluyeron terremotos de magnitud 3.2. Una serie en 2009 produjo el mayor número de eventos de todas las series sísmicas de movimientos en Rainier desde que el seguimiento sísmico comenzara hace más de dos décadas atrás. Sin embargo, otra serie más breve se observó en 2011.

## Glaciares

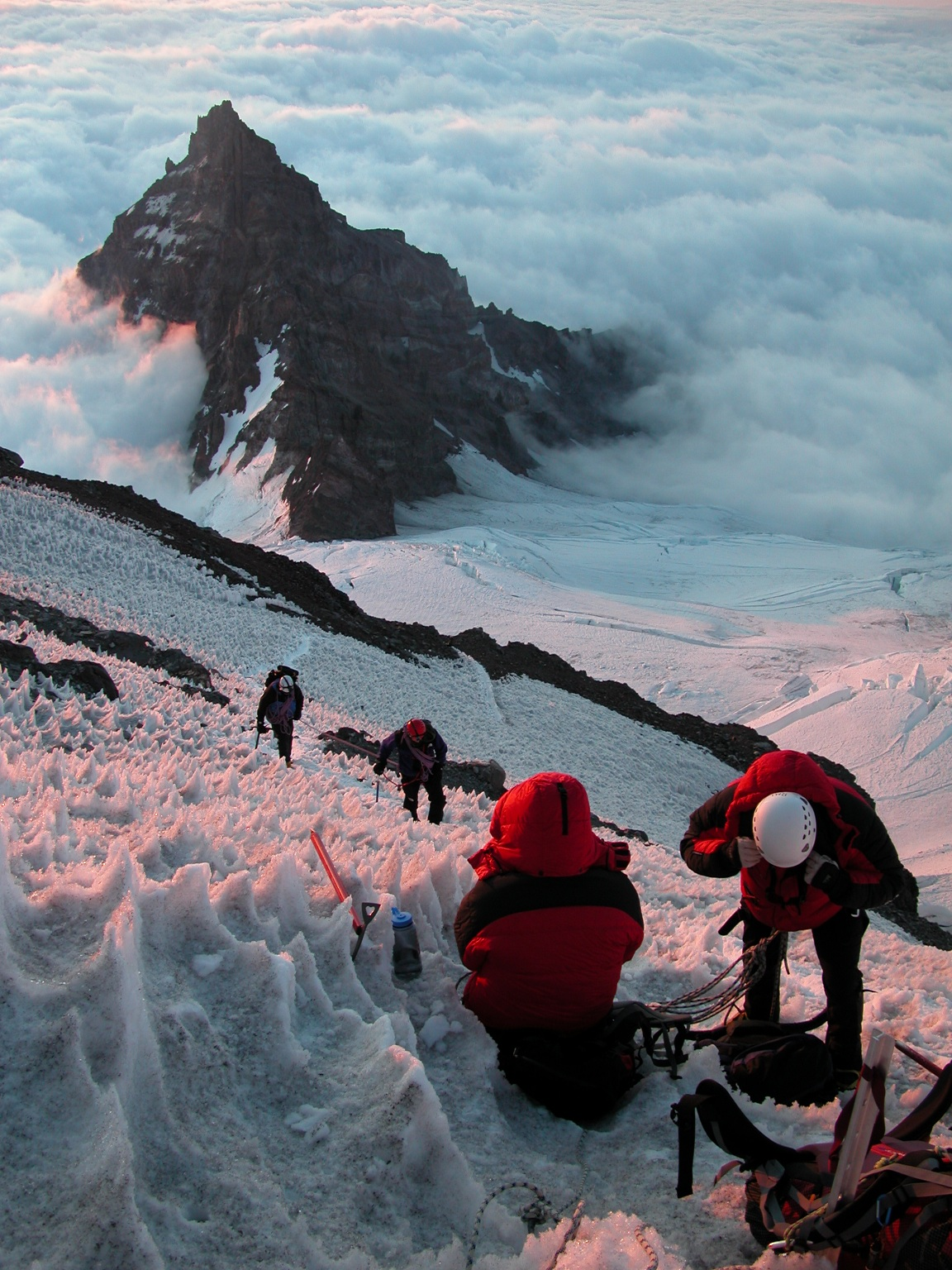
Escaladores en el Glaciar Ingraham, sobre Little Tahoma.

Los glaciares son algunos de los rasgos geológicos más conspicuos y dinámicos en el monte Rainier. Erosionan el cono volcánico y son fuentes importantes del caudal de varios ríos, entre ellos algunos que proporcionan agua para energía hidroeléctrica y para el riego. Junto con los acúmulos perennes de nieve, los 26 grandes glaciares cubren aproximadamente 93 km² de la superficie de la montaña y tiene un volumen de aproximadamente 1 milla cúbica (4.2 km³).
Los glaciares fluyen por efecto de la gravedad, producto de la acción combinada de deslizamiento sobre las rocas en los que se encuentran y por la deformación, el desplazamiento gradual entre y dentro de cristales de hielo individuales. Las velocidades máximas se producen cerca de la superficie y a lo largo de la línea central del glaciar. En mayo de 1970, se detectó que el Glaciar Nisqually avanzaba tan rápido como 74 cm por día. Las velocidades de flujo son generalmente mayores en verano que en invierno, probablemente debido a la presencia de grandes cantidades de deshielo en la base del glaciar.
El tamaño de los glaciares del monte Rainier ha fluctuado significativamente en el pasado. Por ejemplo, durante la última edad de hielo, entre 25 000-15 000 años atrás, los glaciares cubrían la mayor parte de la zona que ahora está dentro de los límites del Parque nacional del Monte Rainier y se extendían hasta el perímetro de la cuenca del estrecho de Puget.